# Iwaniwka (hromada Karliwka)
Iwaniwka (ukr. Іванівка) – osiedle na Ukrainie, w obwodzie połtawskim, w rejonie połtawskim, w hromadzie Karliwka. W 2001 liczyło 397 mieszkańców, wśród których 363 wskazało jako ojczysty język ukraiński, 24 rosyjski, 8 mołdawski, 1 białoruski, a 1 inny.